# Alfonso Loreto
Alfonso Loreto (Pescara, 9 gennaio 1912 – Roma, 18 settembre 2003) è stato un pittore italiano.

## Biografia
Alfonso Loreto era il penultimo di otto fratelli e sorelle nati dal matrimonio di Giovanni Loreto di Sant’Eusanio del Sangro e Isabella Tomalino di Canelli. Il padre era funzionario del Ministero della guerra ed era soggetto a spostamenti di sede, cosicché i figli nacquero in diversi parti d'Italia; tuttavia la famiglia rimase radicata in Abruzzo, dove tuttora esiste la dimora avita, anche se poi negli anni '20 - '30 del Novecento si insediò definitivamente a Roma, dove Alfonso completò gli studi, intrapresi presso l'Istituto Tecnico Vincenzo Gioberti, diplomandosi, poi, presso il Liceo artistico di Via di Ripetta. Risulta anche dalle opere un'assidua frequentazione dell'Accademia Nazionale di San Luca.
La giovinezza di Alfonso fu caratterizzata dall'adesione, convinta e spontanea, al Fascismo, per la quale non va però trascurata l'influenza del cognato (marito della sorella Maria) Vittorino Troilo, legionario fiumano, marcia su Roma, al quale dedicò un ritratto e un piccolo busto in gesso.
Alfonso è stato sempre molto legato non soltanto alla propria famiglia originaria, ma anche a quelle del fratello e delle sorelle. Ha avuto nella sua vita un grande amore non corrisposto (la cugina Lindina).
Dopo la parentesi della seconda guerra mondiale, durante la quale soggiornò da sfollato per un lungo periodo insieme alla famiglia sul Sangro, rientrò a Roma e approdò a una concezione di indirizzo liberale concludendo il suo percorso politico, senza però abbandonare i suoi atteggiamenti anticonformisti, con manifestazioni e iniziative a tutela dei "diritti" degli animali anche in parallelo con le attività sorte e svolte nell'ambito del complesso di San Giovanni dei Fiorentini a Corso Vittorio e in definitiva in armonia con la sua vocazione di fervente appassionato competente studioso delle scienze naturali.  
Tra le iniziative a favore degli animali, va menzionato il suo notevole impegno fattivo per la cura di colonie feline, una ai Castelli e l'altra a Roma, ovvero la storica colonia delle Mura Aureliane, sita precisamente nel giardino di Viale Carlo Felice, a pochi passi dai luoghi dove abitava. Al momento la colonia sopravvive ed è curata da altre persone amorevoli. Si occupò dei colombi siti intorno la statua di San Francesco e Viale Carlo Felice, con la sua figura circondata da volatili festanti ed appesi alle sue mani cariche di grano, oltre le immagini suggestive dei colombi che lo seguivano svolazzanti al tramonto. Cosa che incuriosì diverse televisioni di mezzo mondo, con interviste al Loreto medesimo e servizi relativi sul posto. Notevole fu un suo intervento presso televisioni locali. Fu un sincero e vero antesignano di quel sentimento, ora sempre più diffuso, a favore degli animali. Si ricorda che quando era a Pescara, andava a raccogliere con il nipote, i piccioni feriti e caduti nei dintorni dei tiri a segno, per cercare e di curarli e possibilmente salvarli. Usanza barbara contro i volatili, di tanti anni fa, utilizzati allora come bersagli in movimento e poi sostituiti provvidenzialmente dai piattelli. 
Nel frattempo aveva intrapreso l'attività di insegnamento presso l'Istituto tecnico professionale di Grottaferrata, dove terminò la sua carriera quale Vicepreside.

## Percorso artistico
La personalità di Alfonso Loreto emerge quasi un secolo dopo i suoi esordi e conserva, quasi come una stanza inviolata, tutto il carattere e la genuinità della stagione artistica romana (e italiana) degli anni Venti, Trenta e Quaranta.
Non si tratta di un professionista, sebbene la sua vicenda di insegnante abbia sempre gravitato attorno ai fatti d’arte (allievi compresi), ma il suo retaggio – grazie alla valorizzazione intrapresa dagli eredi – colpisce chi abbia interesse per quella stagione dell’arte che si maturò fra le due Guerre.
Due sono i principali argomenti che rendono la personalità di Alfonso Loreto meritevole di attenzione da parte del mondo della cultura: la qualità delle sue opere e la varietà delle discipline da lui praticate (sempre, naturalmente, nell’ambito della figurazione).
Dato il carattere non commerciale della produzione, il numero delle opere è esiguo, a paragone di quella di pittori più legati alle gallerie; comunque, si tratta di un campionario che non mostra cedimenti al ripiego disimpegnato di chi non coltiva più contatti con la cultura contemporanea: invece, è il puntuale e riscontro di un artista interessato a dare il proprio contributo alla cultura stessa.
Per darne un breve ragguaglio, si può iniziare da una pratica che, generalmente, non si associa al talento pittorico dei più, vale a dire la progettazione di interni, arredi, monumenti architettonici. Di questa dimensione architettonica Loreto aveva la padronanza derivata dai suoi studi (e dalla successiva pratica didattica).
Il versante pittorico vero e proprio lascia in un certo senso ammirati gli osservatori contemporanei perché si inserisce agevolmente nella stagione del formalismo romano detta anche del Tonalismo (per via degli accordi cromatici basati su toni bassi e per la semplificazione dei piani); si potrebbe anche parlare di ripresa neo- monumentale della tradizione masaccesca. Di questo linguaggio l’Artista ha lasciato prove di autorevole individualità.
Nel paesaggismo, Alfonso Loreto ha dato prova di un talento formale capace di dare sintesi alla varietà degli spunti naturalistici, secondo quella corrente non impressionista ma, anzi, costruttiva, anche n qualche modo contemplativa, al limite del realismo magico, pur fermandosi sul confine di questo indirizzo più onirico.
Le nature morte, hanno una matericità molto legata al colore stesso, quasi fosse una sua espansione e in alcuni casi una singolare vicinanza alla poetica dei “fiori secchi” di Mafai.
I ritratti sono in genere realizzati nel formato di teste o mezzi busti, di impianto solido, a volte severo, con una tavolozza molto sobria. Anche in questo caso si nota l’indifferenza dell’artista per la ribalta mondana perché spesso ritraggono componenti della sua famiglia.
Anche se defilato, Alfonso Loreto non ha comunque rinunciato a partecipare a concorsi per l’esecuzione di opere monumentali, come testimonia un intenso San Giovanni Battista degli Anni Quaranta, ma anche bozzetti per decorazioni di edifici pubblici. In questi ultimi Loreto ha dato prova di quella sua capacità – che in esordio si è sottolineata – relativa alla flessibilità del linguaggio rispetto al carattere del progetto da realizzare e, questo, con una disinvoltura che stupisce perché sembra propria di chi avesse praticato solo quella particolare disciplina.
La formatura in gesso di due bei busti suggella il profilo versatile di Alfonso Loreto: è veramente libero nella redazione, perché adatta il modellato classico alla resa di una fisionomia reale.
Una possibile spiegazione della sua multiforme abilità sta forse – semplicemente – nella buona scuola da lui seguita (l’istituto della Medaglia, l’Accademia di San Luca) di cui restano come prove sanguigne e disegni di grande finezza.

## Opere
L'imponente giacimento culturale, costituito dalle opere di sicura attribuzione finora reperite presso i famigliari, comprende:
- 65 dipinti e disegni di varie dimensioni (con misure da cm 11x16,5 a 131x125) su tela, tavola, cartone e carta
- 4 bassorilievi in gesso di piccole dimensioni
- 2 busti in gesso
- 1 affresco su muro
- 1 specchio in ferro battuto
- 1 timbro ex libris
- 1 copia a encausto del San Giovannino di Bartolomè Esteban Murillo
- 2 due lastre di rame per acqueforti e relative stampe